# Universiteit van Buenos Aires

De Universiteit van Buenos Aires (Spaans: Universidad de Buenos Aires, UBA) is de grootste universiteit van Argentinië, en naar studentenaantal ook de grootste universiteit in Latijns-Amerika. De universiteit is opgericht op 12 augustus 1821, en is gelegen bij de stad Buenos Aires. De universiteit telt 13 faculteiten, zes ziekenhuizen, 10 musea, en is verbonden met drie middelbare scholen: Colegio Nacional de Buenos Aires, Escuela Superior de Comercio Carlos Pellegrini en Instituto Libre de Segunda Enseñanza.

## Achtergrond
Om aan de universiteit te gaan studeren moet een student na het succesvol voltooien van de middelbare school een jaar volbrengen genaamd CBC, wat staat voor Ciclo Básico Común (Standaard basiscyclus). Pas na het succesvol voltooien van dit eerste jaar mag een student verder studeren aan de gekozen faculteit. De lessen van het eerste jaar vinden in verschillende gebouwen plaats.
De universiteit heeft geen centrale campus. Een gecentraliseerde Ciudad Universitaria (letterlijk: "universitaire stad") werd gestart in de jaren 60 van de twintigste eeuw, maar omvat slechts twee scholen.
Toegang tot de universiteit is gratis, ook voor buitenlandse studenten.
De universiteit geldt momenteel als een van de beste van Argentinië.

## Faculteiten
- Psychologie
- Techniek
- Tandheelkunde
- Farmacie en biochemie
- Filosofie en letteren
- Rechtsgeleerdheid
- Geneeskunde
- Sociale wetenschappen
- Diergeneeskunde
- Landbouwkunde
- Economie
- Exacte wetenschappen en natuurwetenschappen
- Bouwkunde

## Galerij

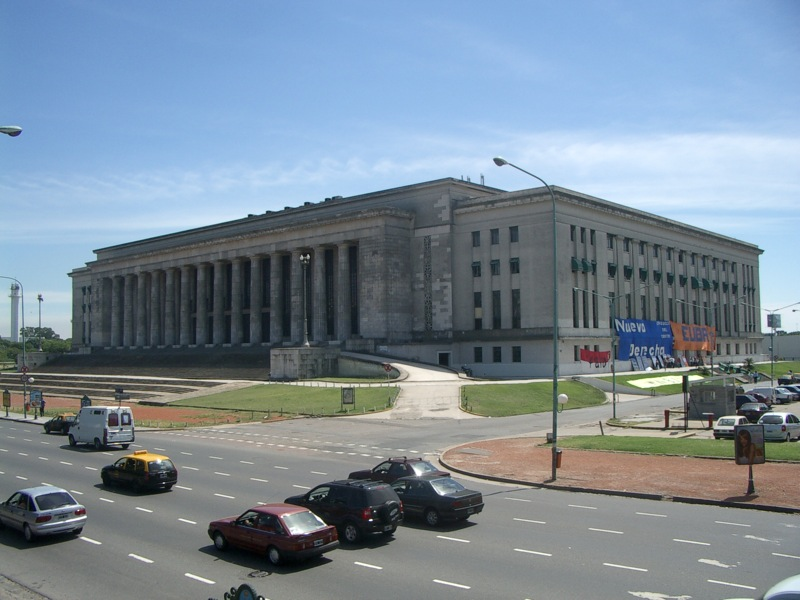
Faculteit rechten
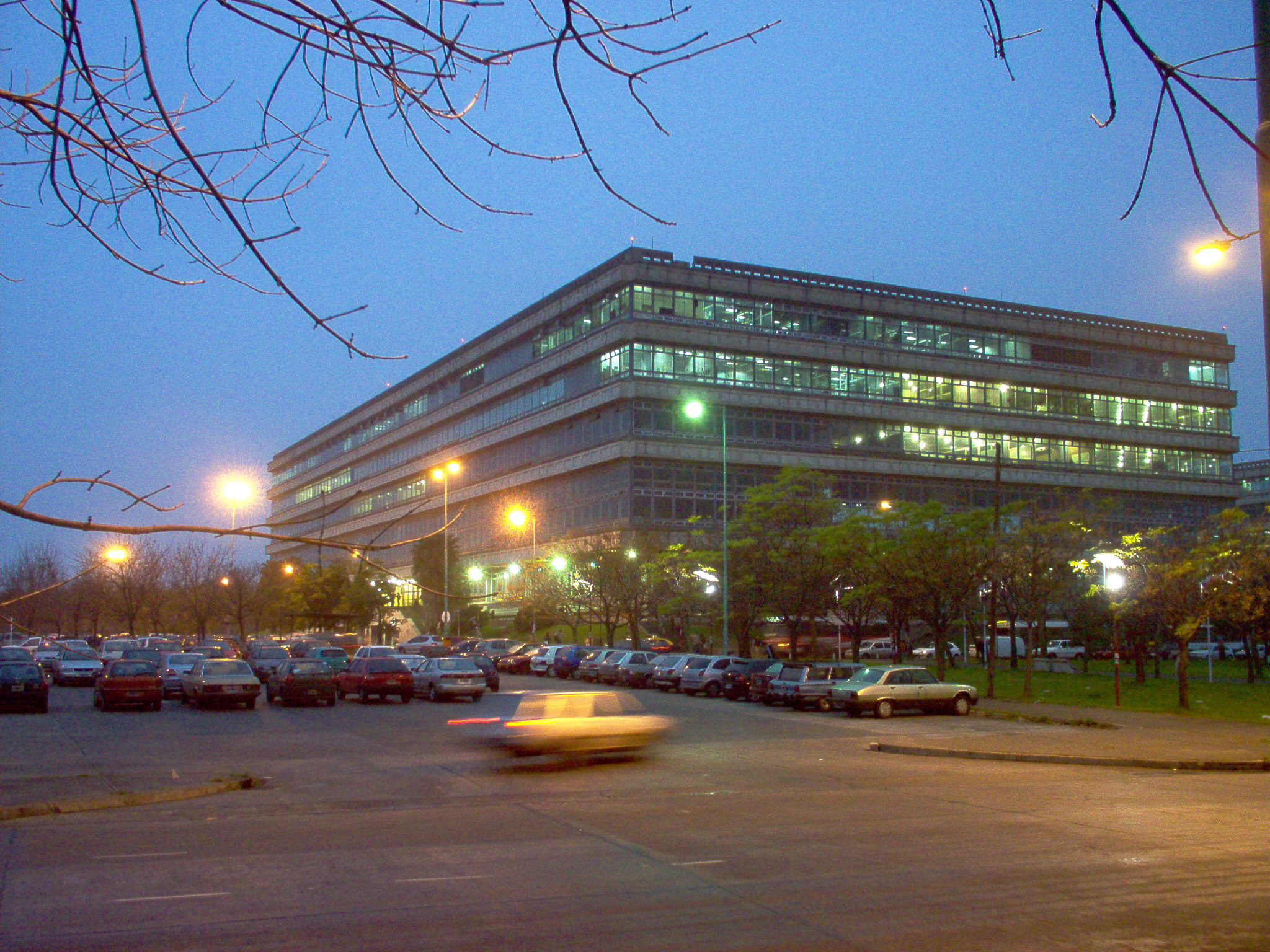
Faculteit bouwkunde
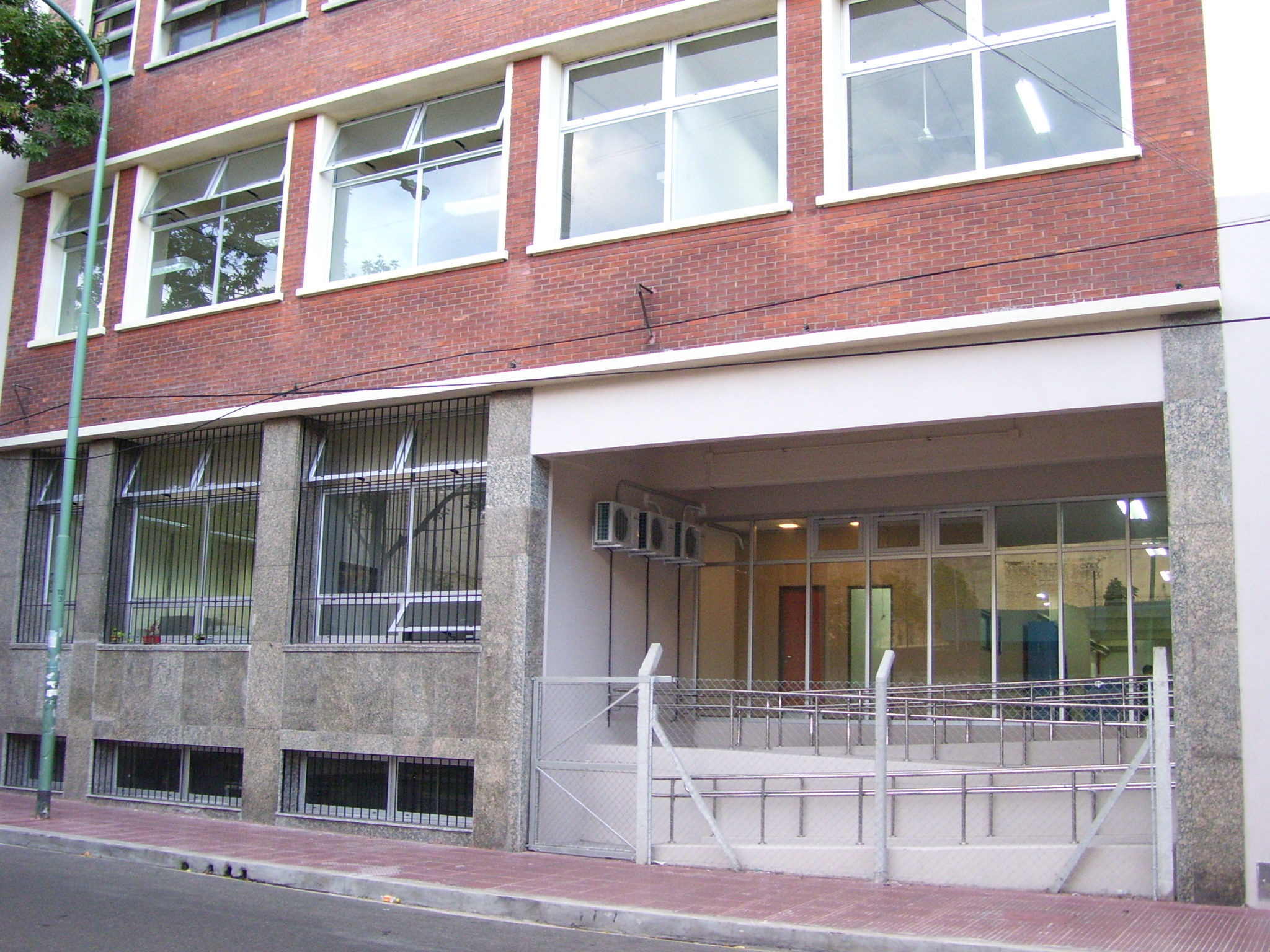
Faculteit sociale wetenschappen
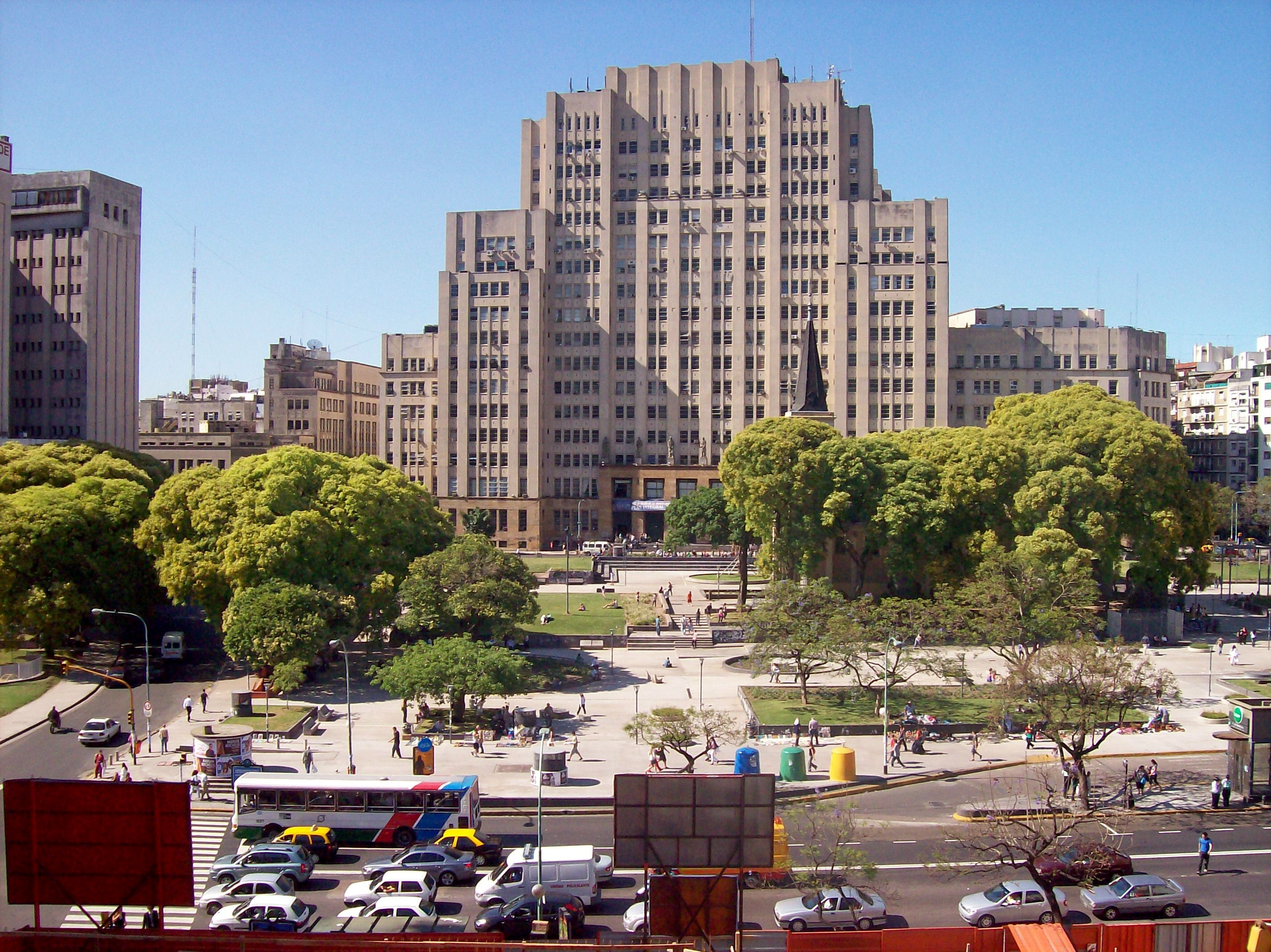
Faculteit geneeskunde
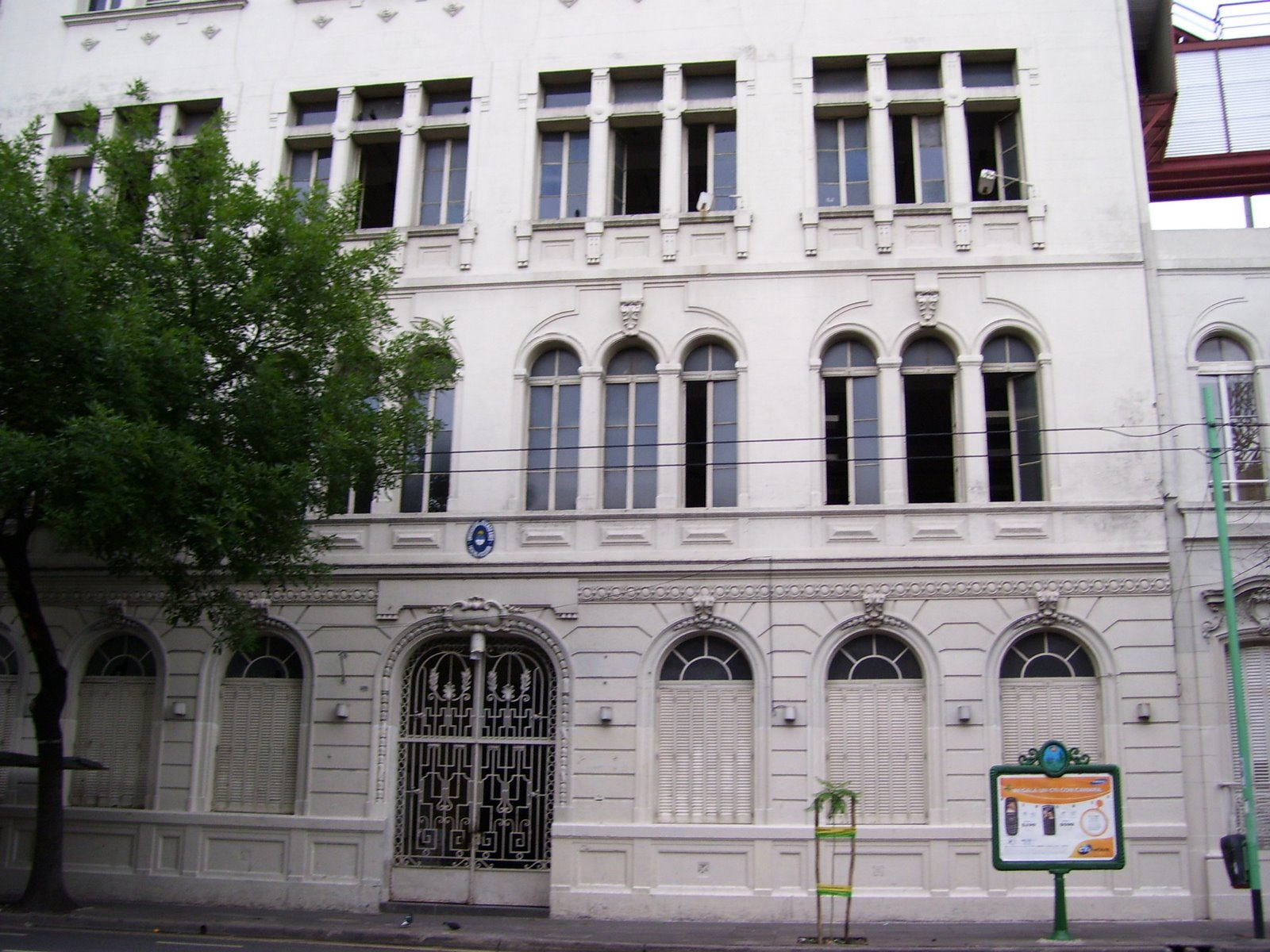
Faculteit psychologie
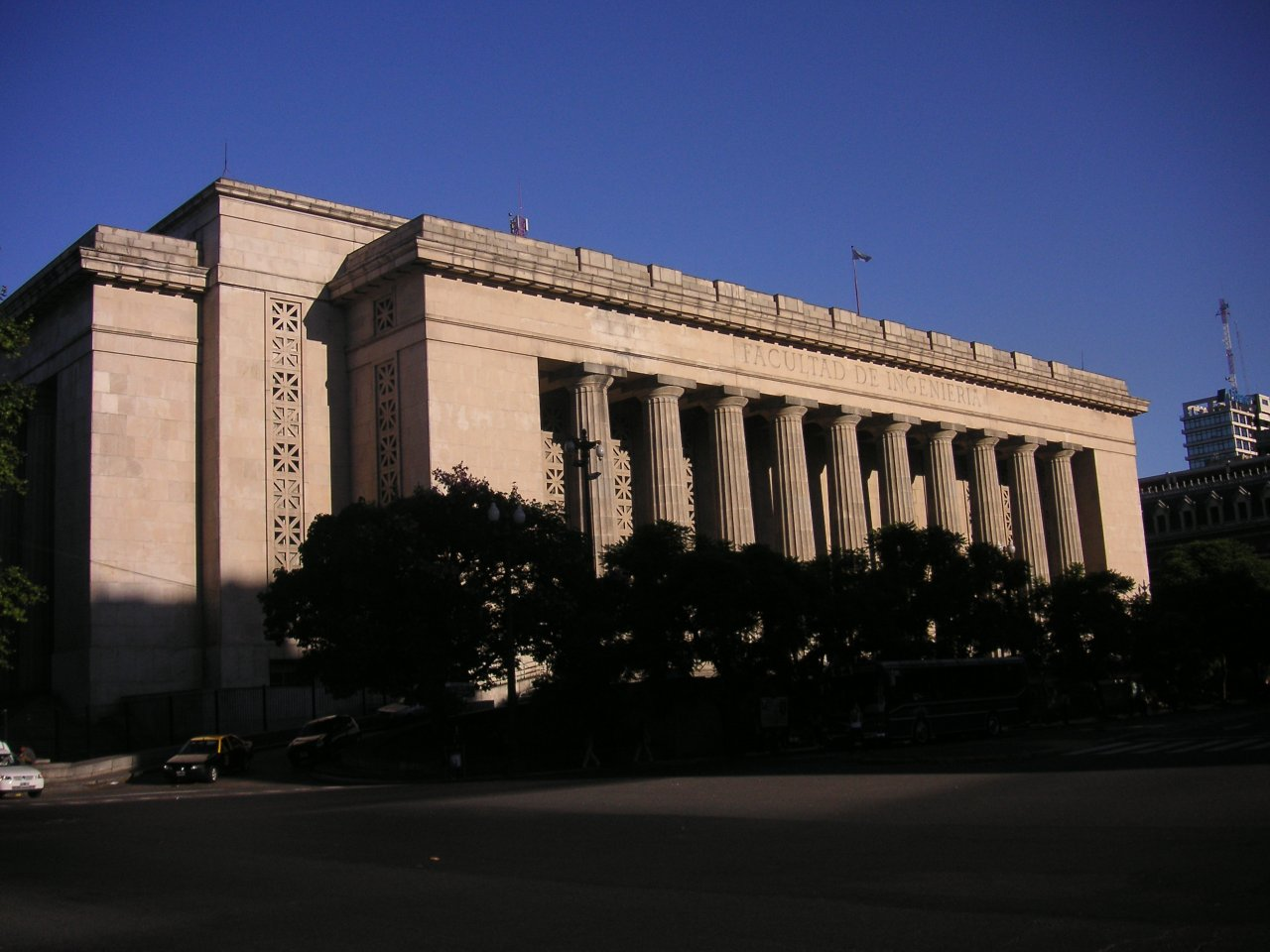
Faculteit techniek, vestiging Paseo Colón
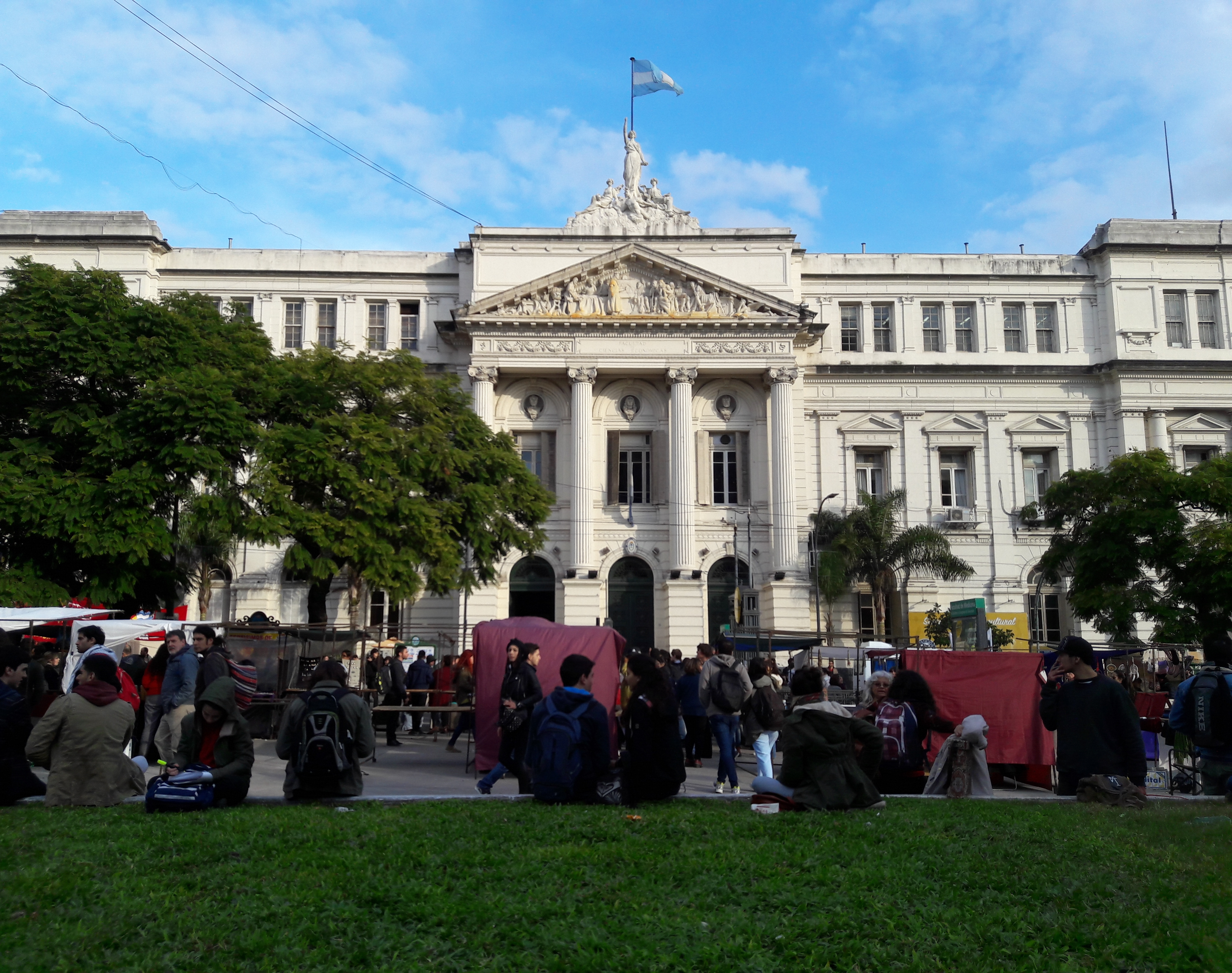
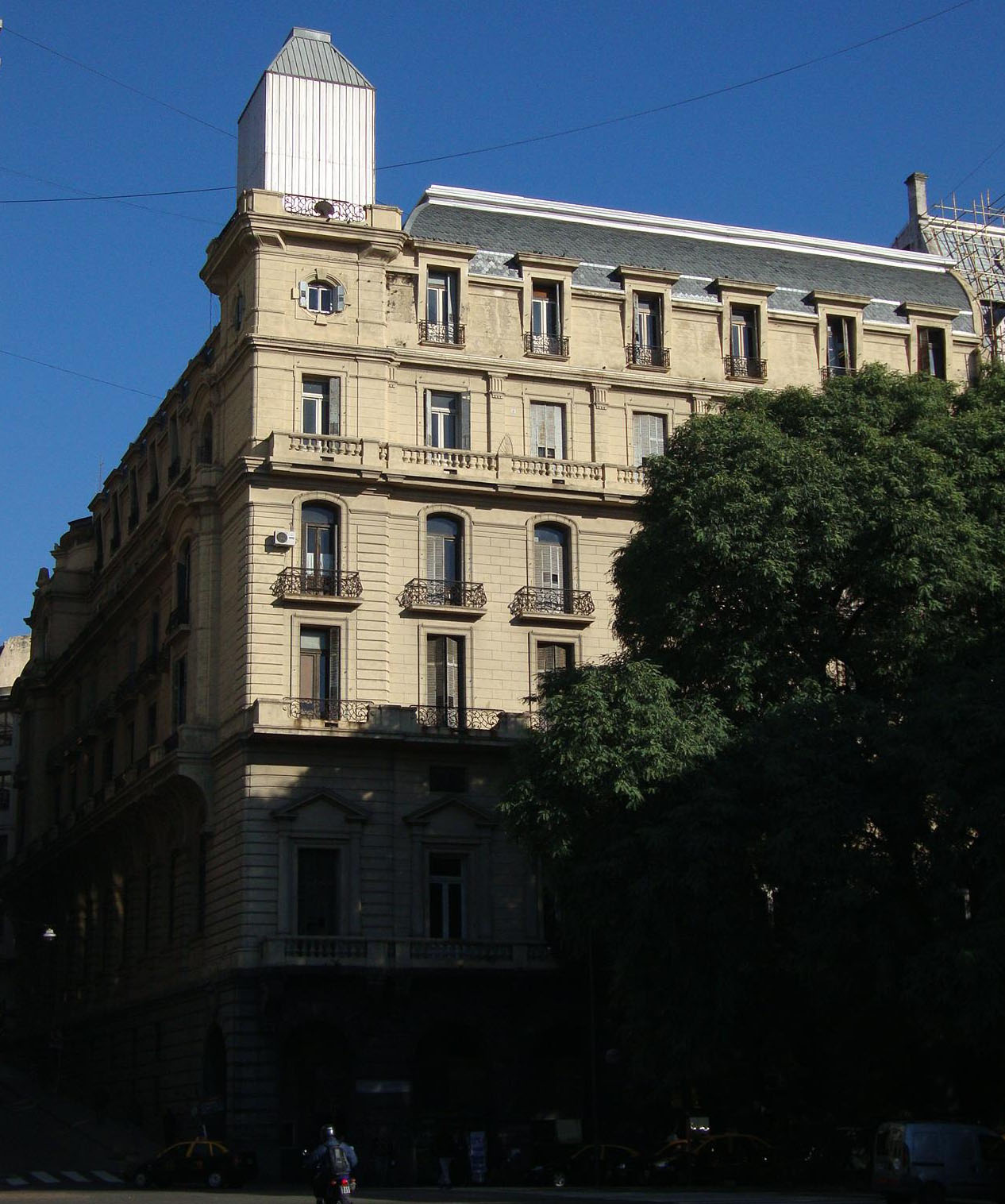